# پلکان مارپیچ (فیلم ۱۹۷۵)
پلکان مارپیچ (به انگلیسی: The Spiral Staircase) فیلمی محصول سال ۱۹۷۵ و به کارگردانی پیتر کالینسن است. در این فیلم بازیگرانی همچون جکلین بیسیت، کریستوفر پلامر، سام وانامیکر، میلدرد دانوک، گیل هانیکات، الین استریچ، جان فیلیپ لا و کریستوفر مالکوم ایفای نقش کرده‌اند.